# 친전자성 첨가 반응

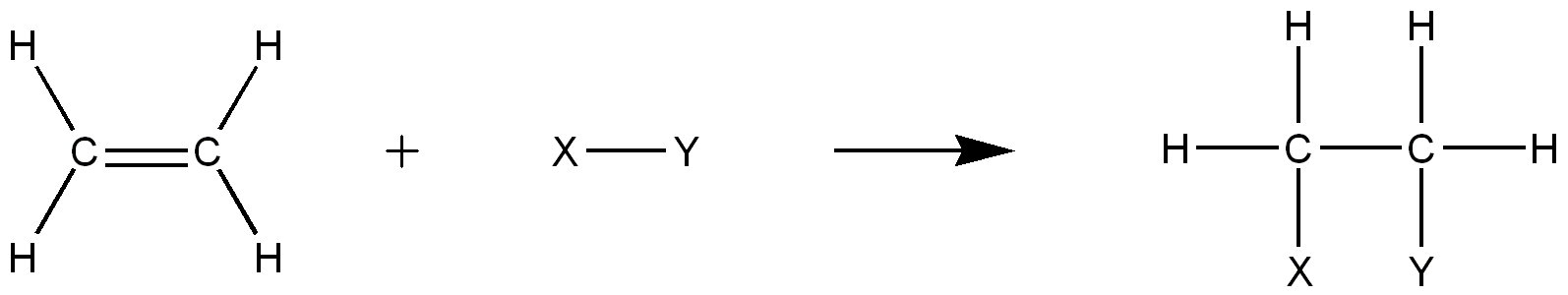
The overall reaction for electrophilic addition to ethylene.

유기화학에서 친전자성 첨가반응(영어: Electrophilic addition)은 화합물에서 일어나는 추가적인 반응으로 하나의 π 결합이 끊어지고 2개의 새로운 σ 결합이 생성되는 것이다. 여기서 친전자성 첨가반응의 기질(substrate)은 무조건 이중 결합 또는 삼중 결합을 가지고 있어야 한다.
이 반응을 매개하는 힘은 전자가 풍부한 불포화 C=C 결합과 공유결합을 형성하고자 하는 친전자성 X+의 구조로 알려져 있다. X에 있는 양전하가 탄소-탄소 결합으로 전이되며 C-X 결합의 구조에서 탄소 양이온(carbocation)을 형성한다.